# Gerhard Wiltfang
Gerhard "Gerd" Wiltfang (Stuhr, 27 de abril de 1946 - 1 de julho de 1997) foi um ginete de elite alemão especialista em saltos, campeão olímpico. 

## Carreira
Gerhard Wiltfang representou seu país nos Jogos Olímpicos de Verão de 1972, na qual conquistou a medalha de ouro nos saltos por equipes em 1972.